# Interlands Roemeens voetbalelftal 1950-1959
Deze pagina toont een chronologisch en gedetailleerd overzicht van de interlands die het Roemeens voetbalelftal heeft gespeeld in de periode 1950 – 1959.

## Interlands

### 1950
|                                                                     |                              |       |                                                        |                                                                                     |
| 14 mei Vriendschappelijk № 115 «onderlinge duels» 17:00 uur (UTC+1) | Polen                        | 3 – 3 | Roemenië                                               | Olympiastadion, Wrocław Toeschouwers: 60.000 Scheidsrechter: Sándor Harangozó (HUN) |
| 14 mei Vriendschappelijk № 115 «onderlinge duels» 17:00 uur (UTC+1) | Gerard Cieślik 18', 25', 76' |       | 15' Andrei Mercea 47' Gheorghe Vaczi 65' Gheorghe Bodo | Olympiastadion, Wrocław Toeschouwers: 60.000 Scheidsrechter: Sándor Harangozó (HUN) |

|                                                                     |                   |       |                   |                                                                                           |
| 21 mei Vriendschappelijk № 116 «onderlinge duels» 18:00 uur (UTC+2) | Roemenië          | 1 – 1 | Tsjecho-Slowakije | Stadionul Republicii, Boekarest Toeschouwers: 40.000 Scheidsrechter: Ferenc Palásti (HUN) |
| 21 mei Vriendschappelijk № 116 «onderlinge duels» 18:00 uur (UTC+2) | Gheorghe Bodo 65' |       | 88' Jiří Žďárský  | Stadionul Republicii, Boekarest Toeschouwers: 40.000 Scheidsrechter: Ferenc Palásti (HUN) |

|                                                                        |                                                                                       |       |         |                                                                                           |
| 8 oktober Vriendschappelijk № 117 «onderlinge duels» 16:00 uur (UTC+2) | Roemenië                                                                              | 6 – 0 | Albanië | Stadionul Republicii, Boekarest Toeschouwers: 40.000 Scheidsrechter: Jaroslav Vlček (TCH) |
| 8 oktober Vriendschappelijk № 117 «onderlinge duels» 16:00 uur (UTC+2) | Iosif Petschovschi 10', 18' Andrei Rădulescu 13', 41' Andrei Mercea 15' Ioan Suru 80' |       |         | Stadionul Republicii, Boekarest Toeschouwers: 40.000 Scheidsrechter: Jaroslav Vlček (TCH) |

### 1951
|                                                                     |                                     |       |                         |                                                                                              |
| 20 mei Vriendschappelijk № 118 «onderlinge duels» 16:00 uur (UTC+1) | Tsjecho-Slowakije                   | 2 – 2 | Roemenië                | Stadion Československé Armády, Praag Toeschouwers: 45.000 Scheidsrechter: György Dankó (HUN) |
| 20 mei Vriendschappelijk № 118 «onderlinge duels» 16:00 uur (UTC+1) | Jaroslav Cejp 16' František Vlk 61' |       | 40', 73' Gheorghe Vaczi | Stadion Československé Armády, Praag Toeschouwers: 45.000 Scheidsrechter: György Dankó (HUN) |

### 1952
|                                                                     |                                                       |       |                       |                                                                                       |
| 11 mei Vriendschappelijk № 119 «onderlinge duels» 17:00 uur (UTC+2) | Roemenië                                              | 3 – 1 | Tsjecho-Slowakije     | Stadionul Republicii, Boekarest Toeschouwers: 45.000 Scheidsrechter: János Pósa (HUN) |
| 11 mei Vriendschappelijk № 119 «onderlinge duels» 17:00 uur (UTC+2) | Tudor Paraschiva 9' Gavril Serfözö 80' Titus Ozon 90' |       | 83' Svatopluk Pluskal | Stadionul Republicii, Boekarest Toeschouwers: 45.000 Scheidsrechter: János Pósa (HUN) |

|                                                                     |                      |       |       |                                                                                           |
| 25 mei Vriendschappelijk № 120 «onderlinge duels» 17:30 uur (UTC+2) | Roemenië             | 1 – 0 | Polen | Stadionul Republicii, Boekarest Toeschouwers: 45.000 Scheidsrechter: Jaroslav Vlček (TCH) |
| 25 mei Vriendschappelijk № 120 «onderlinge duels» 17:30 uur (UTC+2) | Tudor Paraschiva 49' |       |       | Stadionul Republicii, Boekarest Toeschouwers: 45.000 Scheidsrechter: Jaroslav Vlček (TCH) |

| Olympische Zomerspelen 1952 |
| --------------------------- |

|                                                                                |                                     |       |               |                                                                                                |
| 15 juli Olympische Spelen Voorronde № 121 «onderlinge duels» 19:00 uur (UTC+2) | Hongarije                           | 2 – 1 | Roemenië      | Kupittaan jalkapallostadion, Turku Toeschouwers: 10.588 Scheidsrechter: Nikolay Latyshev (URS) |
| 15 juli Olympische Spelen Voorronde № 121 «onderlinge duels» 19:00 uur (UTC+2) | Zoltán Czibor 22' Sándor Kocsis 73' |       | 85' Ioan Suru | Kupittaan jalkapallostadion, Turku Toeschouwers: 10.588 Scheidsrechter: Nikolay Latyshev (URS) |

|  |  |  |  |  |  |  |  |  |

|                                                                         |                                                                   |       |                                                  |                                                                                                |
| 26 oktober Vriendschappelijk № 122 «onderlinge duels» 14:15 uur (UTC+2) | Roemenië Gheorghe Vaczi 23' Gheorghe Vaczi 32' Gheorghe Vaczi 43' | 3 – 1 | Duitse Democratische Republiek 26' Karl Schnieke | Stadionul Republicii, Boekarest Toeschouwers: 40.000 Scheidsrechter: Franciszek Fronczyk (POL) |
| 26 oktober Vriendschappelijk № 122 «onderlinge duels» 14:15 uur (UTC+2) |                                                                   |       |                                                  | Stadionul Republicii, Boekarest Toeschouwers: 40.000 Scheidsrechter: Franciszek Fronczyk (POL) |

### 1953
|                                                                         |                                    |       |          |                                                                                            |
| 14 juni WK 1954 kwalificatie № 123 «onderlinge duels» 17:00 uur (UTC+1) | Tsjecho-Slowakije                  | 2 – 0 | Roemenië | Stadion Československé Armády, Praag Toeschouwers: 50.000 Scheidsrechter: János Pósa (HUN) |
| 14 juni WK 1954 kwalificatie № 123 «onderlinge duels» 17:00 uur (UTC+1) | Emil Pažický 54' František Vlk 68' |       |          | Stadion Československé Armády, Praag Toeschouwers: 50.000 Scheidsrechter: János Pósa (HUN) |

|                                                                         |                                                      |       |                      |                                                                                           |
| 28 juni WK 1954 kwalificatie № 124 «onderlinge duels» 17:30 uur (UTC+2) | Roemenië                                             | 3 – 1 | Bulgarije            | Stadionul Republicii, Boekarest Toeschouwers: 45.000 Scheidsrechter: Gerhard Schulz (DDR) |
| 28 juni WK 1954 kwalificatie № 124 «onderlinge duels» 17:30 uur (UTC+2) | Iosif Petschovschi 20' (pen.), 30' Alexandru Ene 82' |       | 53' Dobromir Tashkov | Stadionul Republicii, Boekarest Toeschouwers: 45.000 Scheidsrechter: Gerhard Schulz (DDR) |

|                                                                            |                |       |                                         |                                                                                               |
| 11 oktober WK 1954 kwalificatie № 125 «onderlinge duels» 16:00 uur (UTC+2) | Bulgarije      | 1 – 2 | Roemenië                                | Vasil Levski Nationaal Stadion, Sofia Toeschouwers: 40.000 Scheidsrechter: Andor Dorogi (HUN) |
| 11 oktober WK 1954 kwalificatie № 125 «onderlinge duels» 16:00 uur (UTC+2) | Ivan Kolev 29' |       | 27' Gavril Serfözö 52' Valeriu Călinoiu | Vasil Levski Nationaal Stadion, Sofia Toeschouwers: 40.000 Scheidsrechter: Andor Dorogi (HUN) |

|                                                                            |          |                               |                   |                                                                                          |
| 25 oktober WK 1954 kwalificatie № 126 «onderlinge duels» 15:00 uur (UTC+2) | Roemenië | 0 – 1                         | Tsjecho-Slowakije | Stadionul 23 August, Boekarest Toeschouwers: 90.000 Scheidsrechter: Gerhard Schulz (DDR) |
| 25 oktober WK 1954 kwalificatie № 126 «onderlinge duels» 15:00 uur (UTC+2) |          | 29' (pen.) František Šafránek |                   | Stadionul 23 August, Boekarest Toeschouwers: 90.000 Scheidsrechter: Gerhard Schulz (DDR) |

### 1954
|                                                                    |                                |       |                         |                                                                                                 |
| 8 mei Vriendschappelijk № 127 «onderlinge duels» 14:30 uur (UTC+1) | Duitse Democratische Republiek | 0 – 1 | Roemenië 37' Titus Ozon | Walter-Ulbricht-Stadion, Oost-Berlijn Toeschouwers: 70.000 Scheidsrechter: Jaroslav Vlček (TCH) |
| 8 mei Vriendschappelijk № 127 «onderlinge duels» 14:30 uur (UTC+1) |                                |       |                         | Walter-Ulbricht-Stadion, Oost-Berlijn Toeschouwers: 70.000 Scheidsrechter: Jaroslav Vlček (TCH) |

|                                                                           |                                                                  |       |                |                                                                                    |
| 19 september Vriendschappelijk № 128 «onderlinge duels» 16:30 uur (UTC+1) | Hongarije                                                        | 5 – 1 | Roemenië       | Népstadion, Boedapest Toeschouwers: 93.000 Scheidsrechter: Metoděj Charouzek (TCH) |
| 19 september Vriendschappelijk № 128 «onderlinge duels» 16:30 uur (UTC+1) | Sándor Kocsis 21', 34' ándor Hidegkuti 43', 53' László Budai 67' |       | 23' Titus Ozon | Népstadion, Boedapest Toeschouwers: 93.000 Scheidsrechter: Metoděj Charouzek (TCH) |

### 1955
|                                                                     |                                     |       |                                           |                                                                                           |
| 29 mei Vriendschappelijk № 129 «onderlinge duels» 17:30 uur (UTC+2) | Roemenië                            | 2 – 2 | Polen                                     | Stadionul 23 August, Boekarest Toeschouwers: 80.000 Scheidsrechter: Nikolay Balakin (URS) |
| 29 mei Vriendschappelijk № 129 «onderlinge duels» 17:30 uur (UTC+2) | Titus Ozon 9' Nicolae Georgescu 76' |       | 65' Stanisław Hachorek 67' Gerard Cieślik | Stadionul 23 August, Boekarest Toeschouwers: 80.000 Scheidsrechter: Nikolay Balakin (URS) |

|                                                                      |           |                |          |                                                                             |
| 12 juni Vriendschappelijk № 130 «onderlinge duels» 18:00 uur (UTC+1) | Noorwegen | 0 – 1          | Roemenië | Ullevaalstadion, Oslo Toeschouwers: 17.506 Scheidsrechter: Wolf Karni (FIN) |
| 12 juni Vriendschappelijk № 130 «onderlinge duels» 18:00 uur (UTC+1) |           | 15' Titus Ozon |          | Ullevaalstadion, Oslo Toeschouwers: 17.506 Scheidsrechter: Wolf Karni (FIN) |

|                                                                      |                                                                            |       |                       |                                                                            |
| 15 juni Vriendschappelijk № 131 «onderlinge duels» 19:00 uur (UTC+1) | Zweden                                                                     | 4 – 1 | Roemenië              | Ullevi, Göteborg Toeschouwers: 23.266 Scheidsrechter: Helge Andersen (DEN) |
| 15 juni Vriendschappelijk № 131 «onderlinge duels» 19:00 uur (UTC+1) | Sylve Bengtsson 3' Kurt Hamrin 15' 72' (pen.) Sven Ove Svensson 64' (pen.) |       | 75' Nicolae Georgescu | Ullevi, Göteborg Toeschouwers: 23.266 Scheidsrechter: Helge Andersen (DEN) |

|                                                                           |                                             |       |                                                                                    |                                                                                            |
| 18 september Vriendschappelijk № 132 «onderlinge duels» 16:15 uur (UTC+2) | Roemenië Nicolae Georgescu 7' Ioan Suru 28' | 2 – 3 | Duitse Democratische Republiek 14' Günther Wirth 80' Willy Tröger 90' Willy Tröger | Stadionul 23 August, Boekarest Toeschouwers: 90.000 Scheidsrechter: Sándor Harangozó (HUN) |
| 18 september Vriendschappelijk № 132 «onderlinge duels» 16:15 uur (UTC+2) |                                             |       |                                                                                    | Stadionul 23 August, Boekarest Toeschouwers: 90.000 Scheidsrechter: Sándor Harangozó (HUN) |

|                                                                           |                       |       |        |                                                                                        |
| 28 september Vriendschappelijk № 133 «onderlinge duels» 15:30 uur (UTC+2) | Roemenië              | 1 – 0 | België | Stadionul 23 August, Boekarest Toeschouwers: 90.000 Scheidsrechter: Martin Macko (TCH) |
| 28 september Vriendschappelijk № 133 «onderlinge duels» 15:30 uur (UTC+2) | Nicolae Georgescu 79' |       |        | Stadionul 23 August, Boekarest Toeschouwers: 90.000 Scheidsrechter: Martin Macko (TCH) |

|                                                                        |                       |       |                       |                                                                                         |
| 9 oktober Vriendschappelijk № 134 «onderlinge duels» 15:30 uur (UTC+2) | Roemenië              | 1 – 1 | Bulgarije             | Stadionul 23 August, Boekarest Toeschouwers: 70.000 Scheidsrechter: Erich Steiner (AUT) |
| 9 oktober Vriendschappelijk № 134 «onderlinge duels» 15:30 uur (UTC+2) | Nicolae Georgescu 32' |       | 82' Panajot Panajotov | Stadionul 23 August, Boekarest Toeschouwers: 70.000 Scheidsrechter: Erich Steiner (AUT) |

### 1956
|                                                                       |             |                        |          |                                                                                   |
| 22 april Vriendschappelijk № 135 «onderlinge duels» 16:00 uur (UTC+1) | Joegoslavië | 0 – 1                  | Roemenië | JNA Stadion, Belgrado Toeschouwers: 45.000 Scheidsrechter: Giorgio Bernardi (ITA) |
| 22 april Vriendschappelijk № 135 «onderlinge duels» 16:00 uur (UTC+1) |             | 83' Gheorghe Cacoveanu |          | JNA Stadion, Belgrado Toeschouwers: 45.000 Scheidsrechter: Giorgio Bernardi (ITA) |

|                                                                      |          |                                       |        |                                                                                       |
| 17 juni Vriendschappelijk № 136 «onderlinge duels» 17:30 uur (UTC+2) | Roemenië | 0 – 2                                 | Zweden | 23 augustusstadion, Boekarest Toeschouwers: 80.000 Scheidsrechter: Károly Balla (HUN) |
| 17 juni Vriendschappelijk № 136 «onderlinge duels» 17:30 uur (UTC+2) |          | 30' Henry Thillberg 55' Åke Johansson |        | 23 augustusstadion, Boekarest Toeschouwers: 80.000 Scheidsrechter: Károly Balla (HUN) |

|                                                                      |                                  |       |           |                                                                                             |
| 28 juni Vriendschappelijk № 137 «onderlinge duels» 17:30 uur (UTC+2) | Roemenië                         | 2 – 0 | Noorwegen | Stadionul 23 August, Boekarest Toeschouwers: 60.000 Scheidsrechter: Borče Nedelkovski (YUG) |
| 28 juni Vriendschappelijk № 137 «onderlinge duels» 17:30 uur (UTC+2) | Ion Zaharia 36' Zoltan David 44' |       |           | Stadionul 23 August, Boekarest Toeschouwers: 60.000 Scheidsrechter: Borče Nedelkovski (YUG) |

|                                                                           |                                     |       |          | |
| 10 september Vriendschappelijk № 138 «onderlinge duels» 17:00 uur (UTC+2) | Bulgarije                           | 2 – 0 | Roemenië | Vasil Levski Nationaal Stadion, Sofia Toeschouwers: 40.000 Scheidsrechter: Vasilis Diamantopoulos (GRE) |
| 10 september Vriendschappelijk № 138 «onderlinge duels» 17:00 uur (UTC+2) | Dimitar Milanov 53' Kroem Janev 85' |       |          | Vasil Levski Nationaal Stadion, Sofia Toeschouwers: 40.000 Scheidsrechter: Vasilis Diamantopoulos (GRE) |

### 1957
|                                                                     |                       |       |          |                                                                            |
| 26 mei Vriendschappelijk № 139 «onderlinge duels» 16:00 uur (UTC+1) | België                | 1 – 0 | Roemenië | Heizelstadion, Brussel Toeschouwers: 23.452 Scheidsrechter: Alf Bond (ENG) |
| 26 mei Vriendschappelijk № 139 «onderlinge duels» 16:00 uur (UTC+1) | Paul Van Den Berg 38' |       |          | Heizelstadion, Brussel Toeschouwers: 23.452 Scheidsrechter: Alf Bond (ENG) |

|                                                                     |                       |       |                   |                                                                                       |
| 1 juni Vriendschappelijk № 140 «onderlinge duels» 17:00 uur (UTC+3) | Sovjet-Unie           | 1 – 1 | Roemenië          | Centraal Leninstadion, Moskou Toeschouwers: 100.000 Scheidsrechter: Sten Ahlner (SWE) |
| 1 juni Vriendschappelijk № 140 «onderlinge duels» 17:00 uur (UTC+3) | Edoeard Streltsov 78' |       | 51' Alexandru Ene | Centraal Leninstadion, Moskou Toeschouwers: 100.000 Scheidsrechter: Sten Ahlner (SWE) |

|                                                                         |                      |       |                                  |                                                                                               |
| 16 juni WK 1958 kwalificatie № 141 «onderlinge duels» 17:30 uur (UTC+2) | Griekenland          | 1 – 2 | Roemenië                         | Apostolos Nikolaidisstadion, Athene Toeschouwers: 18.000 Scheidsrechter: Édouard Harzic (FRA) |
| 16 juni WK 1958 kwalificatie № 141 «onderlinge duels» 17:30 uur (UTC+2) | Vangelis Panakis 29' |       | 15' Alexandru Ene 78' Titus Ozon | Apostolos Nikolaidisstadion, Athene Toeschouwers: 18.000 Scheidsrechter: Édouard Harzic (FRA) |

|                                                                              |                   |       |                   |                                                                                        |
| 29 september WK 1958 kwalificatie № 142 «onderlinge duels» 15:30 uur (UTC+2) | Roemenië          | 1 – 1 | Joegoslavië       | Stadionul 23 August, Boekarest Toeschouwers: 68.758 Scheidsrechter: Alfred Grill (AUT) |
| 29 september WK 1958 kwalificatie № 142 «onderlinge duels» 15:30 uur (UTC+2) | Alexandru Ene 78' |       | 79' Muhamed Mujić | Stadionul 23 August, Boekarest Toeschouwers: 68.758 Scheidsrechter: Alfred Grill (AUT) |

|                                                                            |                                                                  |       |             |                                                                                           |
| 3 november WK 1958 kwalificatie № 143 «onderlinge duels» 14:45 uur (UTC+2) | Roemenië                                                         | 3 – 0 | Griekenland | Stadionul 23 August, Boekarest Toeschouwers: 54.465 Scheidsrechter: Pierre Schwinte (FRA) |
| 3 november WK 1958 kwalificatie № 143 «onderlinge duels» 14:45 uur (UTC+2) | Iosif Petschovschi 51' Nicolae Tătaru 64' Gheorghe Cacoveanu 67' |       |             | Stadionul 23 August, Boekarest Toeschouwers: 54.465 Scheidsrechter: Pierre Schwinte (FRA) |

|                                                                             |                            |       |          |                                                                                    |
| 17 november WK 1958 kwalificatie № 144 «onderlinge duels» 13:30 uur (UTC+1) | Joegoslavië                | 2 – 0 | Roemenië | JNA Stadion, Belgrado Toeschouwers: 55.000 Scheidsrechter: Friedrich Seipelt (AUT) |
| 17 november WK 1958 kwalificatie № 144 «onderlinge duels» 13:30 uur (UTC+1) | Miloš Milutinović 52', 58' |       |          | JNA Stadion, Belgrado Toeschouwers: 55.000 Scheidsrechter: Friedrich Seipelt (AUT) |

### 1958
|                                                                           |                                                                                      |       |                                                    |                                                                                    |
| 14 september Vriendschappelijk № 145 «onderlinge duels» 15:00 uur (UTC+1) | Duitse Democratische Republiek Günter Schröter 25' Horst Assmy 58' Günther Wirth 75' | 3 – 2 | Roemenië 27' Gheorghe Constantin 61' Alexandru Ene | Zentralstadion, Leipzig Toeschouwers: 60.000 Scheidsrechter: Nikolay Balakin (URS) |
| 14 september Vriendschappelijk № 145 «onderlinge duels» 15:00 uur (UTC+1) |                                                                                      |       |                                                    | Zentralstadion, Leipzig Toeschouwers: 60.000 Scheidsrechter: Nikolay Balakin (URS) |

|                                                                         |                          |       |                                  |                                                                                      |
| 26 oktober Vriendschappelijk № 146 «onderlinge duels» 15:00 uur (UTC+2) | Roemenië                 | 1 – 2 | Hongarije                        | Stadionul 23 August, Boekarest Toeschouwers: 90.000 Scheidsrechter: Elmar Saar (URS) |
| 26 oktober Vriendschappelijk № 146 «onderlinge duels» 15:00 uur (UTC+2) | Constantin Dinulescu 30' |       | 72' Mihály Vasas 78' Lajos Tichy | Stadionul 23 August, Boekarest Toeschouwers: 90.000 Scheidsrechter: Elmar Saar (URS) |

|                                                                            |                                                                    |       |         |                                                                                            |
| 2 november EK 1960 kwalificatie № 147 «onderlinge duels» 14:45 uur (UTC+2) | Roemenië                                                           | 3 – 0 | Turkije | Stadionul 23 August, Boekarest Toeschouwers: 67.200 Scheidsrechter: Gottfried Dienst (SUI) |
| 2 november EK 1960 kwalificatie № 147 «onderlinge duels» 14:45 uur (UTC+2) | Nicolae Oaida 62' Gheorghe Constantin 77' Constantin Dinulescu 81' |       |         | Stadionul 23 August, Boekarest Toeschouwers: 67.200 Scheidsrechter: Gottfried Dienst (SUI) |

### 1959
|                                                                          |                                       |       |          |                                                                                            |
| 26 april EK 1960 kwalificatie № 148 «onderlinge duels» 16:00 uur (UTC+2) | Turkije                               | 2 – 0 | Roemenië | Mithatpaşa Stadyumu, Istanbul Toeschouwers: 23.567 Scheidsrechter: Borge Nedelkovski (YUG) |
| 26 april EK 1960 kwalificatie № 148 «onderlinge duels» 16:00 uur (UTC+2) | Lefter Küçükandonyadis 13' (pen.) 54' |       |          | Mithatpaşa Stadyumu, Istanbul Toeschouwers: 23.567 Scheidsrechter: Borge Nedelkovski (YUG) |

|                                                                          |                      |       |                             | |
| 30 augustus Vriendschappelijk № 149 «onderlinge duels» 17:00 uur (UTC+2) | Polen                | 2 – 3 | Roemenië                    | Stadion Dziesięciolecia Manifestu Lipcowego, Warschau Toeschouwers: 40.000 Scheidsrechter: Nikolay Khlopotin (URS) |
| 30 augustus Vriendschappelijk № 149 «onderlinge duels» 17:00 uur (UTC+2) | Ernest Pohl 32', 47' |       | 26', 45', 55' Mircea Dridea | Stadion Dziesięciolecia Manifestu Lipcowego, Warschau Toeschouwers: 40.000 Scheidsrechter: Nikolay Khlopotin (URS) |

UEFA: Albanië · België · Bulgarije · Denemarken · West-Duitsland · Duitse Democratische Republiek · Engeland · Finland · Frankrijk · Griekenland · Hongarije · Ierland · IJsland · Italië · Joegoslavië · Kroatië · Luxemburg · Malta · Nederland · Noord-Ierland · Noorwegen · Oostenrijk · Polen · Portugal · Roemenië · Saarland · Schotland · Sovjet-Unie · Spanje · Tsjecho-Slowakije · Turkije · Wales · Zweden · Zwitserland

AFC: Israël
FRF · A-internationals · Selecties · Bondscoaches · Statistieken · Roemeens vrouwenelftal · Olympisch elftal · Roemenië U21 · Roemenië U20 · Roemenië U19 · Roemenië U18 · Roemenië U17 · Roemenië U16
1922 – 1929 · 
1930 – 1939 · 
1940 – 1949 · 
1950 – 1959 · 
1960 – 1969 · 
1970 – 1979 · 
1980 – 1989 · 
1990 – 1999 · 
2000 – 2009 · 
2010 – 2019 · 
2020 – 2029
EK's: 1984 · 
1996 · 
2000 · 
2008 · 
2016 · 
2024
WK's: 1930 · 
1934 · 
1938 · 
1970 · 
1990 · 
1994 · 
1998
OS: 1924 · 
1952 · 
1964 · 
2020
1922 · 
1923 · 
1924 · 
1925 · 
1926 · 
1927 · 
1928 · 
1929 · 
1930 · 
1931 · 
1932 · 
1933 · 
1934 · 
1935 · 
1936 · 
1937 · 
1938 · 
1939 · 
1940 · 
1941 · 
1942 · 
1943 · 
1944 · 
1945 · 
1946 · 
1947 · 
1948 · 
1949 · 
1950 · 
1952 · 
1952 · 
1953 · 
1954 · 
1955 · 
1956 · 
1957 · 
1958 · 
1959 · 
1960 · 
1961 · 
1962 · 
1963 · 
1964 · 
1965 · 
1966 · 
1967 · 
1968 · 
1969 · 
1970 · 
1971 · 
1972 · 
1973 · 
1974 · 
1975 · 
1976 · 
1977 · 
1978 · 
1979 · 
1980 · 
1981 · 
1982 · 
1983 · 
1984 · 
1985 · 
1986 · 
1987 · 
1988 · 
1989 · 
1990 · 
1991 · 
1992 · 
1993 · 
1994 · 
1995 · 
1996 · 
1997 · 
1998 · 
1999 · 
2000 · 
2001 · 
2002 · 
2003 · 
2004 · 
2005 · 
2006 · 
2007 · 
2008 · 
2009 · 
2010 · 
2011 · 
2012 · 
2013 · 
2014 · 
2015 ·
2016 ·
2017 ·
2018 ·
2019 ·
2020 ·
2021 ·
2022 ·
2023
Albanië ·
Algerije ·
Andorra ·
Argentinië ·
Armenië ·
Australië ·
Azerbeidzjan ·
België ·
Bolivia ·
Bosnië en Herzegovina ·
Brazilië ·
Bulgarije ·
Chili ·
China ·
Colombia ·
Congo-Kinshasa ·
Cuba ·
Cyprus ·
DDR ·
Denemarken ·
Duitsland ·
Ecuador ·
Egypte ·
Engeland ·
Estland ·
Faeröer ·
Finland ·
Frankrijk ·
Georgië ·
Griekenland ·
Honduras ·
Hongarije ·
Ierland ·
IJsland ·
Irak ·
Iran ·
Israël ·
Italië ·
Ivoorkust ·
Japan ·
Joegoslavië ·
Kameroen ·
Kazachstan · 
Kosovo · 
Kroatië ·
Letland ·
Liechtenstein ·
Litouwen ·
Luxemburg ·
Malta ·
Marokko ·
Mexico ·
Moldavië ·
Montenegro ·
Nederland ·
Nigeria ·
Noord-Ierland ·
Noord-Macedonië ·
Noorwegen ·
Oekraïne ·
Oostenrijk ·
Paraguay ·
Peru ·
Polen ·
Portugal ·
Rusland ·
San Marino ·
Schotland ·
Servië ·
Slovenië ·
Slowakije ·
Sovjet-Unie ·
Spanje ·
Trinidad en Tobago ·
Tsjechië ·
Tsjecho-Slowakije ·
Tunesië ·
Turkije ·
Turkmenistan ·
Uruguay ·
Verenigde Arabische Emiraten ·
Verenigde Staten ·
Wales ·
Wit-Rusland ·
Zuid-Korea ·
Zweden ·
Zwitserland
Albanië (2016) · 
Frankrijk (2008) · 
Frankrijk (2016) · 
Italië (2008) · 
Nederland (2008) · 
Zwitserland (2016)